# 千葉市立星久喜中学校
千葉市立星久喜中学校（ちばしりつ ほしくきちゅうがっこう）は、千葉県千葉市中央区星久喜町にある公立中学校。文部科学省学校コードはC112210000246、旧学校調査番号は123535で、教育開発出版所属中学校コードは120028。

## 概要
千葉県千葉市中央区東部に位置する。以前は、農村地帯であった学校周辺に千葉東金道路が開通した影響を受けて、周辺の宅地化が進行して学区内の世帯数が増加していた。近年は少子化の影響で生徒数が減少傾向にある。
千葉市立星久喜小学校と共に、千葉県生実学校内に分教室を設置し、千葉市立青葉病院には院内学級を設置している。

## 沿革

### 概歴
1971年（昭和46年）に千葉市立星久喜中学校として開校する。校舎は翌年に完成した。

### 年表
- 1971年（昭和46年）
  - 4月1日 - 千葉市立星久喜中学校として開校[2][14]。
  - 8月28日 - 校歌を制定[2]。
- 1972年（昭和47年）2月25日 - 校舎が完成する[2]。
- 1973年（昭和48年）
  - 2月20日 - 6つの普通教室の増設を伴う校舎増築工事が完了する[2]。
  - 2月26日 - 体育館が完成する[2]。
  - 8月31日 - プールが完成する[2]。
- 1979年（昭和54年）2月13日 - 各種特別教室の増設をともなう校舎増築工事が完了する[2]。

## 校則

### 校章
校章にある「星」は「理想と希望」を表しており、「翼」は「飛躍」を意味する。

## 施設
学校施設の詳細は以下の通りである。
| 土地 | 所在地     | 〒260-0814 千葉県千葉市中央区星久喜町823番地 |
| 土地 | 敷地面積   | 19,137.03m2                                  |
| 土地 | 所有者     | 千葉市                                       |
| 土地 | 用途地域   | 第一種低層住居専用地域                       |
| 土地 | 指定建蔽率 | 60%                                          |
| 土地 | 指定容積率 | 150%                                         |
| 土地 | 取得価格   | 不明                                         |
| 建物 | 数         | 13棟                                         |
| 建物 | 構造       | 鉄筋コンクリート構造                         |
| 建物 | 延床面積   | 5,344.23m2                                   |

## 規模

### 本校
2023年（令和5年）5月1日現在の学校規模は以下の通りである。
| 生徒数       | 249名  | 1年生  | 73名   |
| 生徒数       | 249名  | 2年生  | 95名   |
| 生徒数       | 249名  | 3年生  | 81名   |
| 学級数       | 10学級 | 10学級 | 10学級 |
| 通学区域人口 | 不明   | 不明   | 不明   |
| 通学区域面積 | 不明   | 不明   | 不明   |

### 生実分教室
2023年（令和5年）5月1日現在の学校規模は以下の通りである。
| 生徒数 | 20名  | 1年生 | 7名   |
| 生徒数 | 20名  | 2年生 | 5名   |
| 生徒数 | 20名  | 3年生 | 8名   |
| 学級数 | 3学級 | 3学級 | 3学級 |

## 諸活動

### 部活動
以下の部活動が存在する。
- 野球部
- サッカー部
- 女子ソフトテニス部
- 女子バスケットボール部
- 男子バレーボール部
- 女子バレーボール部
- バドミントン部
- 卓球部
- 科学部
- たくみ部

## 通学区域
以下の町丁字とその範囲を通学区域として指定している。
| 区     | 町丁字及び範囲 |
| ------ | --- |
| 中央区 | 青葉町（域外番地：1265から1269） |
| 中央区 | 千葉寺町（域内番地：486から491、502、503-1、503-3、524から525、526-1から5、527から536、538から731、732-2、732-4、733、750から760、767-2、767-11から12、768から865、888から889、899から901、912-1、913-1、914-2、917から968、971-5、971-7から10、972から974、976から1144、1148から1190、1207以降） |
| 中央区 | 星久喜町（域外番地：455から461、463から464、1194、1196、1199から1203、1206から1208、1210、1213から1215、1219から1221） |
| 中央区 | 松ケ丘町（域内番地：1から128） |
| 中央区 | 矢作町（全域） |

## 通学区域内施設
- 青葉の森公園
- 千葉県立中央博物館
- 千葉市都市緑化植物園
- 都川水の里公園
- 千葉市立青葉病院
- かわまち 矢作モール

## 小学校区
- 千葉市立星久喜小学校[19]

## 隣接中学校区
- 千葉市立葛城中学校
- 千葉市立末広中学校
- 千葉市立蘇我中学校
- 千葉市立松ケ丘中学校
- 千葉市立加曽利中学校

## アクセス
- 京成バス千葉イースト松ケ丘線「星久喜坂下」「緑化植物園入口」で下車、徒歩7分[20]